# Off the Wall (албум)
Off the Wall је пети студијски албум америчког извођача Мајкла Џексона. Објавио га је Епик рекордс 10. августа 1979. године, након Џексоновог наступа у филму „The Wiz“. Док су снимали филм, Џексон и продуцент Квинси Џонс постали су пријатељи тако да је Џонс касније унајмљен да ради са певачем на овом студијском албуму. Снимање песама је трајало од децембра 1978. до јуна 1979. године у Лос Анђелесу, Калифорнија. Џексон је сарађивао са великим бројем других текстописаца и извођача као што су Пол Макартни, Стиви Вондер и Род Темпертон. Сам је написао неколико песама укључујући и водећи сингл „Don't Stop 'til You Get Enough“.
Плоча представља званични раскид између Џексона и његове претходне издавачке куће, Мотаун рекордс. Песме са албума припадају различитим жанровима: фанк, диско, соул, рок, џез и поп. Џексонов вокални наступ је позитивно оцењен као и његов албум који му је донео прву Греми награду. Са издањем „Off the Wall“, Џексон је постао први соло извођач који је издао четири сингла са истог албума а да су ушли међу 10 најпродаванијих на топ-листи „Хот 100“. Албум је био комерцијално успешан. До сада је одликован 8 пута мулти-платинастим тиражом у Сједињеним Државама и продат је у више од 20 милиона копија широм света.
Сони рекордс је 16. октобра 2001. године објавио специјално издање албума. Скорашње оцене „Олмјузика“ и „Блендера“ су похвалиле албум због утицаја који је извршио и у 21. веку. Године 2003, албум је заузео 68. место листе „500 најбољих албума свих времена“ часописа „Ролинг стоун“. Национална асоцијација музичких трговаца је поставила албум на 80. место своје „Дефинитивне листе 200 најбољих албума свих времена“. Године 2008, „Off the Wall“ је уврштен у „Гремијеву кућу славних“.

## Позадина
Од 1972. године, Џексон је издао укупно четири соло студијска албума за Мотаун рекордс, међу којима и „Got to Be There“ и „Ben“. Они су издати као део франшизе групе Џексон 5 и са њих су продуцирани успешни синглови попут „Got to Be There“, „Ben“ и „Rockin' Robin“. Продаја албума групе је почела падати 1973. године, а Мотаун јој је стриктно забранио да сними или изда било какав материјал. И поред тога бенд је постигао неколико топ 40 хитова, укључујући и топ 5 диско сингл „Dancing Machine“ и топ 20 хит „I am Love“. Џексон 5 је напустио Мотаун 1975. Уговор са Си-Би-Ес рекордсом група је потписала у јуну 1975, придружујући се Интернешенл рекордсу из Филаделфије, а затим и Епик рекордсу. По завршетку правног поступка, група је преименована у Џексонови (енгл. The Jacksons). Након промене имена, бенд је наставио да наступа, издајући још шест албума између 1976. и 1984. године. У том периоду, Мајкл је био главни текстописац групе. Написао је хитове „Shake Your Body (Down the Ground)“, „This Place Hotel“ и „“.
Џексон је 1978. године играо улогу Страшила у филмском мјузиклу „The Wiz“. Снимања је заказивао Квинси Џоунс са којим се спријатељио током продукције филма. Том приликом, Квинси је пристао да буде продуцент његовог наредног соло албума, „“. Џексон се посветио улози, пажљиво је студирао снимке газела, гепарда и пантера у покрету како би научио да се што сличније креће у филму. Џоунс је изјавио да је сарадња са Џексоном једно од омиљених искустава са тог снимања и истакао је певачеву посвећеност раду упоређујући његов глумачки стил са стилом Семија Дејвиса Џуниора. Међутим, кад је филм изашао у октобру 1978, добио је негативне оцене. Џексонов наступ је био једини позитивно оцењен део филма. Критичари су сматрали да Мајкл поседује природни глумачки таленат и да је једини истински допринео филму и подарио му незаборавне тренутке. Поводом критика, Џексон је констатовао: 
Не мислим да сам могао боље, стварно не мислим.
Две године касније (1980), Џексон је изјавио да је његово учешће у продукцији филма било његово дотадашње најбоље искуство које никада неће заборавити. Године 1979, Џексон је поломио нос за време једне комплексне плесачке тачке. Операција носа која је следила није била у потпуности успешна, жалио се на потешкоће које је имао током дисања. Другу операцију носа, као и све остале, обавио је др Стивен Хоефлин.

## Продукција
Када је Џексон започео пројекат „Off the Wall“, није био сигуран шта тачно жели као коначни производ. У једно је био сигуран, а то је да није хтео још једну плочу која ће звучити као материјал бенда Џексон 5. Хтео је више стваралачке слободе, нешто што није имао при стварању својих претходних албума. Џоунс и Џексон су заједнички продуцирали албум са текстописцима Родом Темпертоном, Стивијем Вондером и Полом Макартнијем. Џексон је такође написао пар песама. Све су снимљене у студијима округа Лос Анђелеса. Композиције и вокали су снимљени у студију „Ален Зенц рикординг“, делови са дувачким инструментима у студију „Вестлејк аудио“, а делови са гудачким инструментима у студијима „Чироки“ у Западном Холивуду. Аудио миксовање је контролисао Гремијем награђивани инжењер Брус Сведијен у студију „Вестлејк аудио“, након чега су касете послате студију „Еј-енд-Ем рикординг“ за мастеровање. Сведијен је касније миксовао снимке и за Џексонов следећи и уједно и најпознатији албум, „Thriller“. Џоунс се присећа да му је на почетку пројекта Џексон деловао веома стидљиво и без самопоуздања.
Песму „She's Out of My Life“ су написали Џоунс и Том Бехлер три године пре објављивања. Пошто се Џексону песма допала, Џоунс је дозволио да се уврсти у албум. Џоунс је позвао Рода Темпертона да напише три песме. Намера је била да Џексон и Џоунс изаберу једну од те три песме, али с обзиром да су се Џексону све три допале, сбе их је укључио на коначни списак песама. Џексон би остајао сву ноћ будан да би научио стихове, како их не би певао читајући. Вокале ове три Темпертонове песме Џексон је снимио из два наврата. Темпертон је променио структуру својих песама анализирајући позадину која одговара Џексоновом музичком стилу. Миксовао је своје традиционалне складне сегменте са идејом додавања краћих мелодијских нота због Џексоновог агресивног стила. Песма „Don't Stop 'til You Get Enough“ је настала тако што ју је Џексон отпевушио у својој кухињи, и касније забележио. После преслушавања стотинак песама, Џексон и Џоунс су направили коначан списак песама. Џоунс је сматрао да су били неопрезни и да су доста ризиковали у продукцији албума и коначним одабиром песама.

Пажња је такође посвећена омоту албума који приказује Џексона са осмехом, у смокингу и својим карактеристичним белим чарапама. Певачев менаџер је изјавио: 
Смокинг је био општи план за пројекат и програмски пакет. Смокинг је био наша идеја, чарапе Мајклова.

## Музика и вокали
Стивен Томас Ерлвајн и Стивен Холден су оценили да је „Off the Wall“ мешавина фанка, соула, софт рока, џеза и попа. Такође се истичу и балада „She's Out of My Life“, и две диско мелодије „Workin' Day and Night“ и „Get on the Floor“. „I Can't Help It“ припада џезу. „She's Out of My Life“ и „It's the Falling in Love“ (дует са ритам и блуз певачицом Пети Остин) су мелодичне поп баладе. На крају друге поменуте песме може се чути како Џексон плаче. За ту ритам и блуз песму, писац Нелсон Џорџ је рекао: „Постала је препознатљива Џексонова песма као што је „My Life“ постала препознатљива песма Франка Синатре. Рањивост и стање на ивици слома које су део Мајклове личности, вероватно су најбоље дошли до изражаја у овој сетној балади.“ „Rock With You“ је романтична песма умереног темпа.
Са издањем албума „Off the Wall“, Џексонове способности као вокалног извођача постале су јако цењене; Allmusic.com га је описао као „заслепљујуће надареног вокалисту.“ Магазин „Ролинг стоун“ је упоређивао његов глас са „сањалачким замуцкивањем Стивија Вондера који те оставља без даха“. Магазин је описао Џексонову боју гласа „...изванредном и предивном. Благо клизи ка изненадном фалсету који веома смело користи.“ Џон Рандал Тараборели је рекао да Џексон пева секси фалсет вокалима у „Don't Stop 'til You Get Enough“.

## Критички пријем
„Off the Wall“ се сматра главном Џексоновом прекретницом која је похваљена како од стране музичких критичара тако и од највећих музичких удружења. Године 1979. у оцени албума, Стивен Холден из магазина „Ролинг стоун“ похвалио је Џексонову зрелост и назвао је албум прелазом у односу на материјал који је снимио са Мотаун рекордсом, као и софистицираном ритам и блуз и поп презентацијом. Холден је упоредио Џексона са Стивијем Вондером, још једним извођачем куће Мотаун који се одмалена бавио музиком и који је својевремено примио похвалу за свој музички прелаз.
Музички критичар Роберт Христго је дао албуму позитивну оцену (А) верујући да је албум денс звук године и да је приказао већ зрелог Џексона. У оцени за „Мелоди мејкер“, Фил Мекнејл је изразио мишљење да Џексон звучи самоуверено. Сматрао је да је „Don't Stop 'til You Get Enough“ најбоља песма са албума са одличним уводом. Такође је хвалио „Rock With You“ описујући је мајсторском. Био је мишљења као и његов претходно поменути колега да је Џексон био вероватно најбољи певач на свету по питању стила и технике.
На додели америчких музичких награда, Џексон је 1980. године освојио три награде: за најбољи соул, ритам и блуз албум, најбољег мушког соул, ритам и блуз извођача и за најбољи ритам и блуз сингл („Don't Stop 'til You Get Enough“). Те године, такође је постао власник Билбордове музичке награде за најбољи албум црног извођача и Греми награде за најбоље мушко ритам и блуз вокално извођење (за „Don't Stop 'til You Get Enough“). Упркос комерцијалном успеху, Џексон је сматрао да је албум требало да буде много успешнији и био је одлучан у томе да га надмаши са следећим издањем.
Године 1980. Џексон је добио највише признање у музичкој индустрији; зарадио је 37 процената укупног профита албума. Био је љут јер је освојио само један Греми сматрајући да је могао примити макар још један: „Није било уопште фер што нисам добио Греми за „Плочу године“ и таква прилика ми се не може поновити.“

### Греми награде
Извор:
| Година | Номиновани рад | Награда                                     | Резултат |
| ------ | -------------- | ------------------------------------------- | -------- |
| 1980.  | „“             | Најбоља диско плоча                         | Не       |
| 1980.  | „“             | Најбоље мушко вокално ритам и блуз извођење | Да       |

## Издање, синглови и комерцијални пријем
Писац, новинар и биограф Џон Рандал Тараборели је констатовао: „Обожаваоци и публика су остали без текста када се „Off the Wall“ нашао у јавности. Обожаваоци кажу да га (Џексона) нису чули да пева са толико уживања још од раних дана групе Џексон 5.“
Дана 28. јула 1979. године, издат је први сингл са албума, „Don't Stop 'til You Get Enough“. Нашао се на врху листе „Билборд хот 100“ и заузимао је треће место у Уједињеном Краљевству. Дана 3. новембра 1979, издат је други сингл, „Rock With You“ и одмах се нашао на врху листе у САД. У фебруару, насловна песма је објављена као сингл, и одмах је доспела на 10. место у Сједињеним Државама. Такође је постала топ 10 хит у четири друге земље. „She's Out of My Life“, такође је стигла на 10. место у јуну у Америци. Овим, „Off the Wall“ је постао први албум једног соло извођача са којег су објављена 4 америчка топ 10 хита. Данас, „Off the Wall“ је сертификован 8 пута мулти-платинастим тиражом за продају 8 милиона у САД и 20 милиона продатих копија широм света. Успех овог албума уједно је означио и почетак деветогодишње сарадње између Џексона и Џоунса. Њихов следећи заједнички пројекат ће бити „Thriller“, најпродаванији албум свих времена.

## Савремени утицај
Шеснаестог октобра 2001. године, Сони рекордс је издао специјалну едицију албума „Off the Wall“. Материјал је опет добио похвале критичара након више од 20 година од свог првобитног издања. Allmusic.com је дао плочи петицу, хвалећи диско, фанк и поп песме, Џексона као текстописца као и Џонсову продукцију. Албум се сматра енормно свежом плочом која остаје узбудљива и годинама након свог издања.
„Блендер“ је такође дао оцену од максималних пет звездица називајући албум блокбастером.
Године 2003, албум је доспео на 68. место листе „500 највећих албума свих времена“ магазина „Ролинг стоун“. На листи Националне асоцијације музичких трговаца „Дефинитивних 200 албума свих времена“, албум је стигао на 80. место. Године 2004, Нелсон Џорџ је написао за Џексона и његову музику: „Аргумент за његову величину у студију почиње песмом „Don't Stop 'til You Get Enough“, која хара по журкама и у 21. веку.“ Године 2008. године „Off the Wall“ је уврштен у „Гремијеву кућу славних“.

### „Гремијева кућа славних”
Извор:
| Година | Номиновани рад | Награда | Резултат |
| ------ | -------------- | ------- | -------- |
| 2008.  | „“             | Албум   | Да       |

## Листа песама
Све песме је писао и компоновао Мајкл Џексон осим где је означено.

## Особље
| - Мајкл Бодикер – клавијатуре, синтесајзер, програмирање - Лери Керлтон – гитара - Џорџ Дјук – клавијатуре, синтесајзер, програмирање - Дејвид Фостер – клавијатуре, синтесајзер, програмирање - Гери Грент – труба, флугелхорн - Марло Хендерсон – гитара - Џери Хју – труба, флугелхорн - Ким Хачрофт – саксофон, флаута, труба, флугелхорн - Мајкл Џексон – вокал, пратећи вокал, продуцент - Луиз Џонсон – бас-гитара - Квинси Џонс – продуцент | - Грег Филингејнс – клавијатуре, синтесајзер, програмирање - Стиви Поркаро – клавијатуре, синтесајзер, програмирање - Вилијам Рајхенбах – тромбон - Џон Робинсон – бубњеви - Брус Сведијен – техничар снимања - Фил Апчурч – гитара - Боби Вотсон – бас-гитара - Ва Ва Вотсон – гитара - Дејвид Вилијамс – гитара - Лери Вилијамс – саксофон, флаута |

## Продаје
| Земља                     | Сертификација       | Број продатих копија |
| ------------------------- | ------------------- | -------------------- |
| Аустралија                | 5× платинасти тираж | 350,000              |
| Бразил                    | Златни тираж        | 60,000               |
| Канада                    | Платинасти тираж    | 100,000              |
| Француска                 | 2× платинасти тираж | 400,000              |
| Нови Зеланд               | 6× платинасти тираж | 90,000               |
| Уједињено Краљевство      | Платинасти тираж    | 300,000              |
| Сједињене Америчке Државе | 8× мулти-платинасти | 8,000,000            |
| Широм света               | —                   | 20,000,000           |